# Древесный мадагаскарский удав
Древесный мадагаскарский удав (Sanzinia madagascariensis) — это неядовитая змея, удав, эндемик Мадагаскара. В настоящее время не известно ни о каких подвидах этого удава. 

## Внешний вид

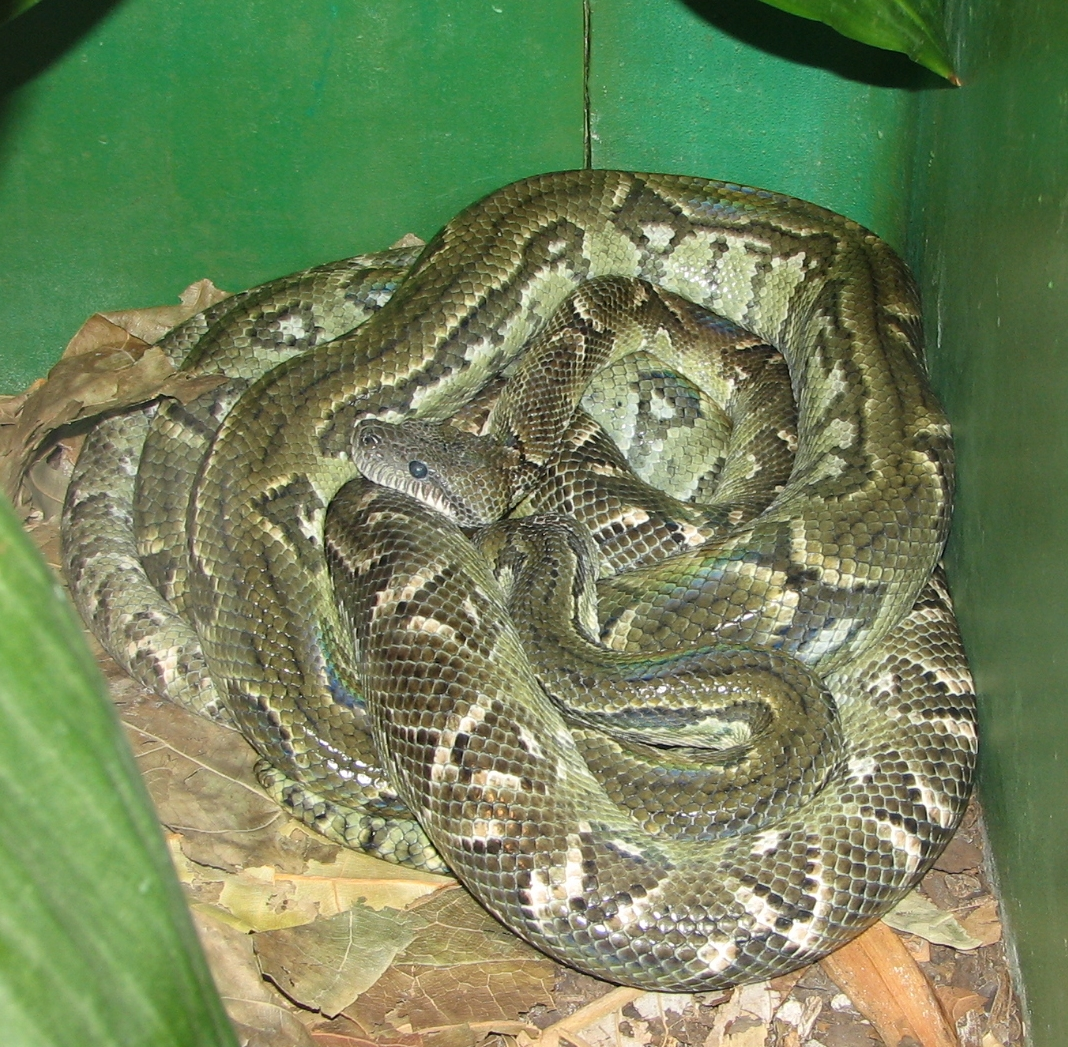
Мадагаскарский древесный удав

Длина взрослой особи обычно — 122—152 см, но довольно часто встречаются экземпляры и длиной 183—213 см. На губах, под чешуями, расположены чувствительные к теплу ямки. Самки крупнее самцов. 
Существуют 2 варианта окраски этого удава, некоторые считают их двумя различными подвидами. Первый — зелёный или серовато-зелёный — распространён в восточной части ареала. Второй — жёлтый, оранжевый или коричневый — в западной. Кроме того, обычно зелёные мадагаскарские удавы примерно в полтора раза меньше жёлто-коричневых. 

## Ареал
Эндемик острова Мадагаскар.

## Среда обитания
Предпочитает жить на деревьях или в зарослях кустарника. Селится около ручьёв, рек, прудов или болот. 

## Охранный статус
В списках МСОП классифицируется как уязвимый вид по критерию «A1cd (v2.3, 1994) ». Это значит, что в течение последних 10 лет или последних 3 поколений наблюдается или подозревается снижение численности этого вида не менее чем на 20 %, происходящее из-за сокращения мест обитания вида и/или разрушения среды его обитания. Оценка численности этого вида и тенденций его развития была произведена в 2006.
Включён в Приложение 1 к «Конвенции по Международной Торговле Вымирающими Видами Дикой Фауны и Флоры». Это значит, что мадагаскарскому древесному удаву угрожает вымирание, и указанная Конвенция запрещает международную торговлю представителями этого вида (за исключением ввоза с целью некоммерческого использования, например для научных исследований) . 

## Питание
Ведёт древесный удав в основном ночной образ жизни. Питается в основном птицами и летучими мышами. Для обнаружения добычи использует в том числе и теплочувствительные ямки на губах. Может покидать деревья для того, чтобы охотиться на земле на мелких млекопитающих.

## Размножение
Это яйцеживородящее животное. В помёте рождается до 12 удавчиков, каждый длиной примерно 38 см .
Беременея, самка темнеет. Это нужно для того, чтобы она могла вобрать из окружающей среды как можно больше тепла, необходимого развивающимся в её теле эмбрионам. Родив, она с первой же линькой возвращает себе нормальную окраску. Новорождённые — светло-красного цвета. Это сразу и предупреждение хищникам «держаться подальше» и камуфляж, отлично работающий среди ярких цветов на вершинах деревьев, где обитают новорождённые удавчики. 
Первым удачным разведением древесного мадагаскарского удава вне ареала обитания считается труд российского герпетолога Арслана Валеева. Данный труд был описан им совместно с Дмитрием Антоновым в научной статье в журнале Russian Journal of Herpetology (2013). 